# 孙德尔本斯
孙德尔本斯（羅馬化：Shundorbôn），孟加拉語意為“美麗的森林”。是由恒河、布拉馬普特拉河和梅格納河在孟加拉灣匯合而成的三角洲中的一個紅樹林區。它跨越了從印度西孟加拉邦的胡格利河到孟加拉國庫爾納專區的巴萊斯瓦爾河的地區。是世界最大的單塊潮汐嗜鹽紅樹林。該區域包含兩個聯合國教科文組織世界遺產：編號452，位於印度西孟加拉邦的「孫德爾本斯國家公園」（Sundarbans National Park）；以及編號798，位於孟加拉的「孫德爾本斯國家公園」（The Sundarbans）。該區域也是孟加拉虎的種群數量最大的保护区。

## 地理

森林地圖

該地區是一個複雜的生態系統，包括世界上三個最大的紅樹林單片區之一。森林的印度部分估計約為40%，而孟加拉國部分為60%。南部森林與孟加拉灣交匯；東邊與巴萊斯瓦爾河接壤，北邊與密集的耕地犬牙交錯。上游地區的自然排水，除主要河道外，到處都被大面積的堤防和圩田所阻礙。它在大約200年前的面積約為16,700平方公里。現在它已經縮小到原來的三分之一左右。今天的陸地總面積為4,143平方公里，包括總面積為42平方公里的裸露沙洲；其餘1,874平方公里的水域包括河流和小溪。孫德爾本斯的河流是源自恒河的淡水和孟加拉灣鹹水之間的過渡區域，孟加拉灣沿岸的環境已經通過上游沉積物的自然沉積以及潮間帶分離而演變了數千年。地貌以三角洲地層為主，其中包括無數與地表和水下堤壩、三角洲和潮灘相關的排水線。還有高於平均潮位的邊緣沼澤、潮汐沙洲和帶有潮汐通道網絡的島嶼、水下沙壩、原三角洲粘土和淤泥沉積物，地面海拔從0.9到2.11米不等。
這裡的生物因素在沿海物理進化中發揮著重要作用，對於野生動物來說，已經開發出各種棲息地，包括海灘、河口、永久性和半永久性沼澤、潮灘、潮汐小溪、沿海沙丘、後沙丘和堤壩。紅樹林植被本身有助於新陸塊的形成，潮間帶植被在沼澤形態中起著重要作用。潮間帶泥灘中紅樹林動物群的活動形成了微形態特徵，這些特徵可以捕獲和保持沉積物，為紅樹林種子創造底層。風成沙丘的形態和演化受豐富的旱生和鹽生植物。蔓性植物、草和莎草穩定沙丘和未壓實的沉積物。泥灘位於河口和三角洲島嶼上，那裡出現低速河流和潮流。灘地在低潮時出露，在漲潮時被淹沒，因此即使在一個潮汐週期中也會發生形態變化。潮汐如此之大，以至於每天約有三分之一的土地消失並重新出現。

## 生態

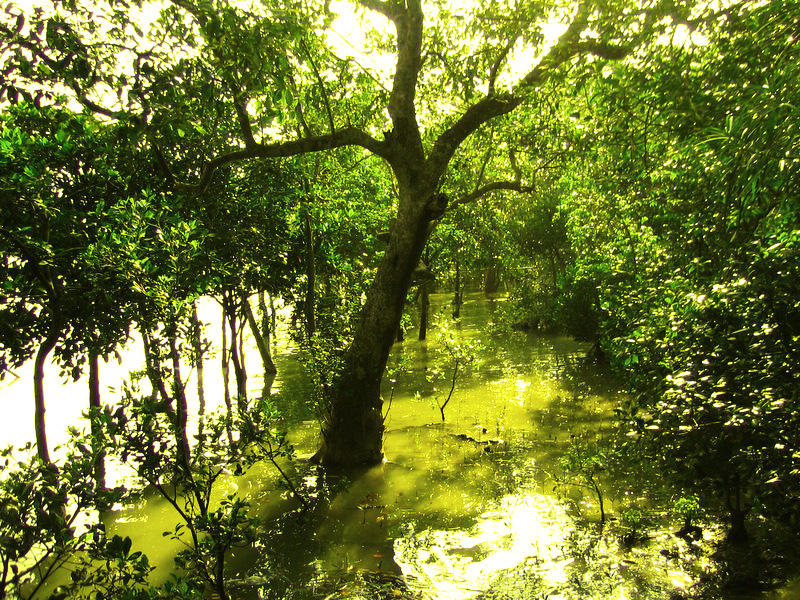
紅樹林

該地區的北部是熱帶闊葉林構成的淡水沼澤森林，位於高地下恒河平原潮濕的落葉林和與孟加拉灣接壤的鹹水紅樹林之間，佔地14,600平方公里。三角洲的下半臨海部紅樹廣佈，是世界上最大的紅樹林生態系統，覆蓋面積達20,400平方公里，是種類繁多的植物的家園。紅樹擁有厚厚的樹冠，灌木叢大多是紅樹林的幼苗。世界上發現的50種闊葉紅樹林中有26種在這裏生長良好。這裏的紅樹林植被與其他非三角洲沿海紅樹林和高地森林有很大不同，存在的森林種類包括紅樹林灌叢、沿海森林、鹹水混交林、微鹹水混交林和沼澤林。除森林外，還有大面積的微鹹水和淡水沼澤、潮間帶泥灘、沙灘、具有典型沙丘植被的沙丘、沙質土壤上的開闊草地和支持各種陸生灌木和喬木的高地。該地區已發現大約78种红樹，使其成為世界上紅樹種類最豐富的紅樹林。

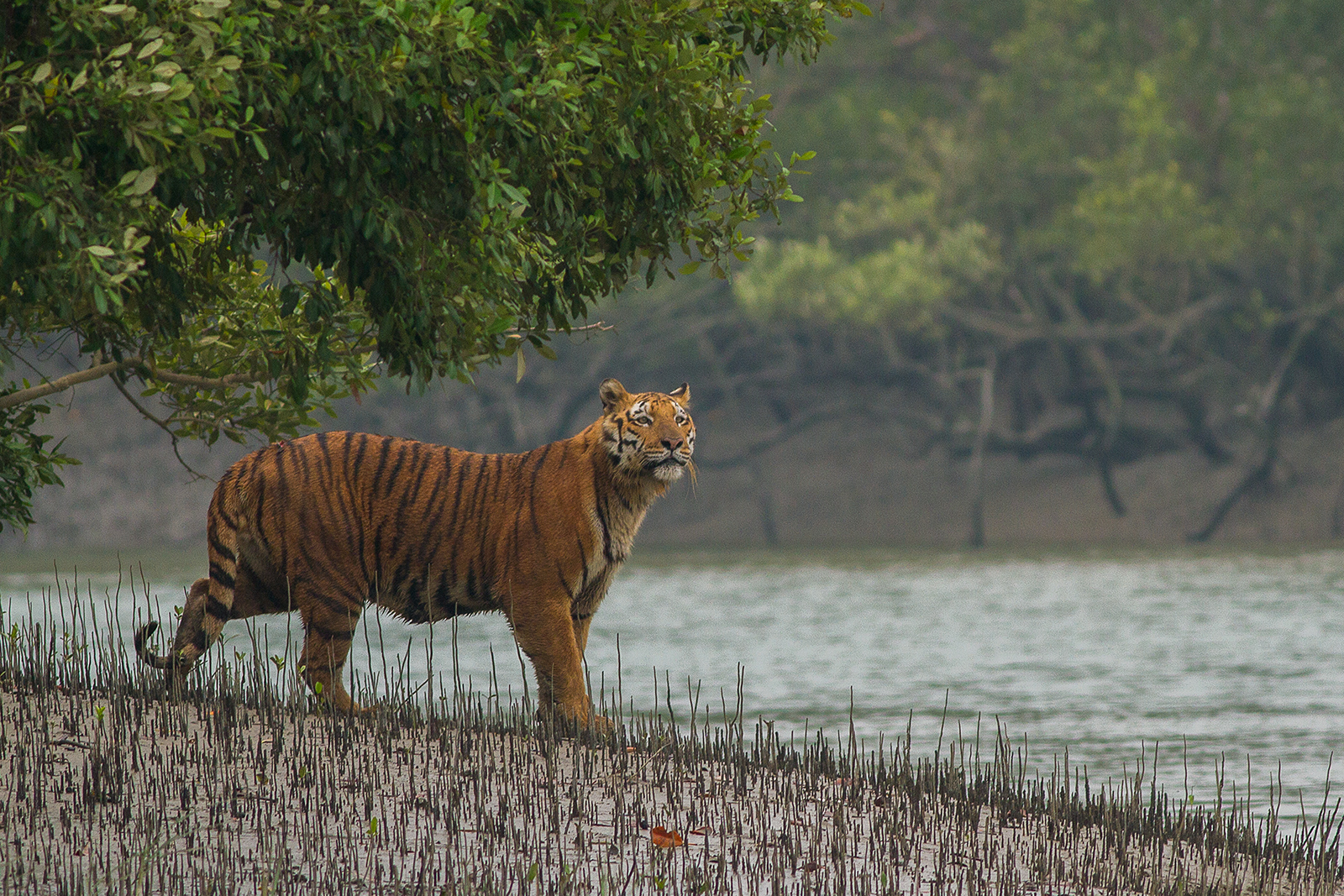
孟加拉虎

紅樹林是從海洋到淡水和陸地系統的過渡，為許多小魚、蟹、蝦和其他甲殼類動物提供了重要的棲息地，它們適應食物和庇護，並在糾結的根系中繁殖，1991年的一項研究表明，森林的印度部分擁有包括至少150種具有商業重要性的魚類、270種鳥類、42種哺乳動物、35種爬行動物和8種兩棲動物。孟加拉國大約30%的爬行動物、37%的鳥類和34%的哺乳動物生活在這裏，並且包括現在在該國其他地方已經滅絕的許多物種。這裏是遷徙水鳥的重要越冬區，是一個適合觀賞和研究鳥類的區域。這裏有兩種兩棲動物、14種爬行動物、25種鳥類和5種哺乳動物瀕臨滅絕。
這裏也是孟加拉虎的重要棲息地。根據2015年孟加拉國老虎普查和2011年印度老虎普查，這片森林大約有180隻老虎，其中孟加拉國106只，印度74只。森林還為小型貓科動物提供棲息地，例如叢林貓、漁貓和豹貓。與其他棲息地不同，老虎生活在這裡並在紅樹林島嶼之間游泳，在那裡它們捕食稀有的獵物，如白鹿、印度麂、野豬和恒河猴。據估計該地區約有30,000只梅花鹿。老虎經常襲擊並殺死冒險進入森林的人類，每年死亡人數在30到100人之間。

## 破壞

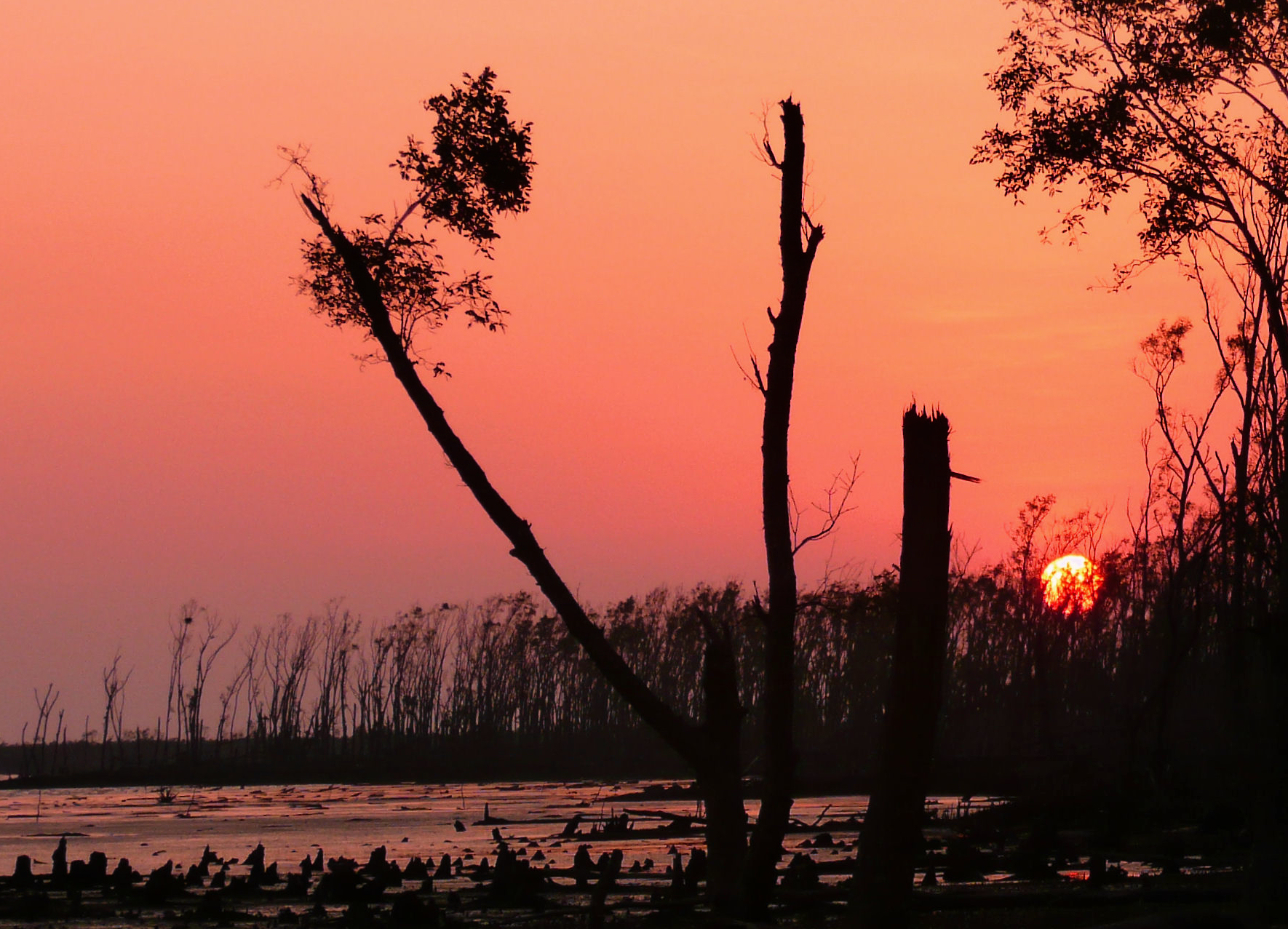
颱風肆虐後

聯合國教科文組織2007年的一份報告“氣候變化和世界遺產案例研究”指出，孟加拉灣北部的海平面已因人為而上升45厘米，再加上其他形式的人為壓力，可能導致該地區75%的紅樹林遭到破壞。羅哈查拉島和南達爾帕蒂島已經消失在海底，古拉馬拉島被淹沒了一半。由德國海德堡大學的一組研究人員在2015年進行的一項研究認為，印度和孟加拉國政府的規劃不善加上自然生態變化正在迫使當地人逃離該地區。
2010年8月，孟加拉國電力發展委員會（BPDB）與印度國有的國家熱電公司（NTPC）簽署了一份諒解備忘錄，決定在2016年之前在該地區附近修建一座燃煤發電站。擬議項目佔地超過1,834英畝，位於保護區以北14公里處。該項目違反了燃煤火電廠環境影響評價導則。環保人士認為拉姆帕爾站的擬議選址將違反《拉姆薩爾公約》的規定。
2014年12月9日，一艘載有358,000升石油的輪船在恆河口的航道和一艘貨船相撞沉沒。截至12月17日，石油蔓延到350平方公里的區域，隨著潮汐蔓延到三角洲的河網，使海岸線變黑。該事件發生在受保護的紅樹林區，這裡是稀有伊洛瓦底江豚和恒河豚的棲息地。對樹木、浮游生物、大量小魚和海豚非常具有威脅性。